# Brucha
Das Unternehmen Brucha GmbH mit Sitz in Michelhausen in Niederösterreich ist ein international tätiger Montagedienstleister für den Kühl-, Tiefkühl- und Spezialraumbau sowie österreichischer Hersteller von Sandwichpaneelen. Neben Niederlassungen in Deutschland, der Schweiz, Kroatien, Ungarn, den USA, Neuseeland und Singapur, operiert das Unternehmen in über 70 Ländern mit mehr als 400 Mitarbeitern.

## Geschichte

### Pionier Josef Brucha
Am 10. Februar 1908 wurde der Firmengründer Josef Brucha in Wien geboren. Nach der Pflichtschule erlernte er den Beruf eines Maurers und spezialisierte sich bald auf den Kaminbau. Während seiner Berufstätigkeit, finanzierte er sich durch seine Arbeit eine Ausbildung an der Staatsgewerbeschule in Wien, die er abends, sowie an den Wochenenden besuchte. Er schloss diese Ausbildung im Jahr 1930 ab und heiratete ein Jahr später seine Frau Katharina. Katharina brachte als Mitgift ein Grundstück in der Gemeinde Michelhausen in die Ehe ein, mit diesem gab sie ihrem Mann die Möglichkeit 1947 einen eigenen Betrieb in Michelhausen zu gründen. In einer im selben Jahr errichteten Holzhalle, begann die Herstellung von Korksteinplatten und in unmittelbarer Nähe der Abbau von Schotter. Die aus Portugal und Italien importierte Rinde der Korkeiche wurde geschrotet und unter Druck auf 280 °C erhitzt. Die so erzeugten Blöcke wurden zu Platten geschnitten und bei Lebensmittelbetrieben und Obstreifeanlagen als tzhermische Isolierung montiert.
Im Jahr 1950 legte Josef Brucha die Meisterprüfung für das neu eingeführte Isoliergewerbe ab und wurde damit der erste Isoliermeister Österreichs. Ebenfalls 1950 meldete die Firma BASF ein Patent auf den Isolierstoff Styropor an. Sieben Jahre nach der Vorstellung des Styropors auf der Kunststoffmesse in Düsseldorf, wurde 1959 erstmals Expandiertes Polystyrol (EPS) hergestellt.
Neben der Isoliermontage und dem Schotterabbau wurde parallel auch ein Baustoffhandel in Wien und Michelhausen betrieben.
Der Isoliermeister, übergab sein Unternehmen mit 60 Jahren an seine Kinder mit 50 Mitarbeiterinnen und Mitarbeitern. Er war zeit seines Lebens begeisterter Fußballspieler und mehrere Jahre lang Präsident des Fußballvereines SV Viktoria Rust, wofür er 1974 die goldene Ehrennadel für Sportförderung erhielt.

### Die zweite Generation
Josef und seine Schwester teilten sich zunächst ab 1968 die Führung des Unternehmens. 1974 wurde dann die Firma in Produktion und Baustoffhandel getrennt. Der junge Unternehmer und seine Frau führten nun das Werk in Michelhausen, zwei Schotterwerke in Trasdorf und Moosbierbaum sowie das Büro in der Ullmannstraße, im 15. Wiener Gemeindebezirk. Das Büro wurde drei Jahre später aus Platzgründen in den 23. Wiener Gemeindebezirk, in die Triesterstraße verlegt. Dieser Standort diente auch als Lager für den Wiener Kundenkreis.
Ab 1978 werden in Michelhausen die ersten Sandwichpaneele hergestellt. Dieser Baustoff, bestehend aus zwei Deckschichten und einem Isolierkern, veränderte das Isoliergewerbe langfristig. Das Unternehmen spezialisierte sich nun mehr und mehr auf die Herstellung und Montage von Kühlräumen und leitete damit die erste große Wachstumsphase des Unternehmens ein. In den kommenden Jahren wächst das Unternehmen von 70 Mitarbeitenden, im Jahr 1974, auf 320, im Jahr 1998, an.
Ab dem Jahr 1984 verzeichnet Brucha die ersten Exporte in die Schweiz, Liechtenstein, Ungarn und in die ehemalige Tschechoslowakei (heute Tschechien und Slowakei) sowie in das ehemalige Jugoslawien. 1994 wird aufgrund der steigenden Nachfrage an Montagedienstleistungen in Westösterreich, der Schweiz und Liechtenstein, in Nenzing (Vorarlberg) ein Montagestützpunkt errichtet.
Zwei Jahre vor der Jahrtausendwende wird im Produktionsbereich ein weiterer technischer Meilenstein gesetzt. 1998 geht die erste kontinuierliche Doppelbandanlage für Paneele in Betrieb und vervielfacht die bisherigen Produktionskapazitäten. In den darauffolgenden Jahren werden noch zwei weitere dieser Anlagen für PU-Paneele und eine für Brandschutzpaneele mit Mineralwollkern in Michelhausen errichtet.
2001 werden in Zagreb (Kroatien) und in Kosice (Slowakei) Niederlassungen errichtet, 2002 auch in Tschechien.
Im Jahr 2007 wird in Michelhausen ein neues Büro fertiggestellt und es folgt die Verlegung des Hauptsitzes von der Wiener Triesterstraße an den Produktionssitz nach Michelhausen.

### Gegenwart
2009 übernimmt die nächste Brucha-Generation die Führung im Unternehmen. Es folgt die Gründung eines Firmensitzes in der Schweiz 2013 und die Erbauung eines Montagestützpunktes an der Südautobahn A2 bei Großwilfersdorf, 2015.
2018 wird in Denver, Colorado, die erste US-Niederlassung gegründet. Es folgen Gründungen in Singapore 2019 und Ungarn 2021.
Von 2009 bis 2019 verdoppelte sich der Umsatz des Unternehmens auf rund 200 Millionen Euro. Michelhausen ist weiter der einzige Produktionsstandort des Unternehmens. Zum 70-jährigen Jubiläum wird 2018 ein neuer Bürokomplex in Michelhausen eröffnet. Im dortigen Werk kommen die weltweit modernsten Produktionsanlagen für Schnellbau-Sandwichpaneele zum Einsatz und machen Brucha zu einem der weltgrößten Produzenten in diesem Sektor. Das Unternehmen ist nach wie vor inhabergeführt und die 4. Generation ist bereits im Unternehmen tätig.
Ende Jänner 2024 wurde über das Vermögen der Brucha Gesellschaft m.b.H. am Landesgericht St. Pölten die Eröffnung eines Sanierungsverfahren mit Eigenverwaltung beantragt. Der Betrieb hat 500 Mitarbeiter, betroffen sind 700 Gläubiger, laut KSV betragen die Passiva 74,2 Mio. Euro. Am 30. April 2024 wurde der Sanierungsplan von der Gläubigerversammlung gerichtlich angenommen. In 3 Raten sollen die Gläubiger 31,5 % ihrer Forderungen erhalten. Die Eigentümerfamilie war bereit auch persönliches Vermögen einzubringen, um einen Beitrag zur Fortführung zu leisten. Brucha fokussiert sich nun auf die Lieferung des Brucha Paneels als auch auf die Herstellung und Montage kälteisolierender Räume. Der Geschäftsbereich EPS wurde mit August 2024 von der österreichischen Austrotherm-Gruppe übernommen, bleibt jedoch am Standort Michelhausen erhalten. Alle Mitarbeitenden wurden übernommen.

## Produkte und Dienstleistungen

### BRUCHAPaneel
Die Firma Brucha stellt am Standort Michelhausen Sandwichpaneele her. Sowohl PIR-, PUR-, Mineralwoll- und Holzwollpaneele werden verfertigt. Diese finden ihre Anwendung im Industriebau als Dach-, Wand oder Fassadenelemente als auch im Kühlhausbau und im Hygiene- bis Reinraumbereich. Die Paneele werden mit unterschiedlichsten Oberflächen, je nach Anwendungsgebiet angeboten. Beschichtete Stahlbleche, OSB-Platten wie auch Glasfaserverstärkte Kunststoffplatten (GFK) werden verarbeitet. Die Leichtbauelemente werden unter der Marke BRUCHAPaneel vertrieben und sind halogen-, FCKW- und HFCKW-frei.

### Kühlhausbauprodukte, Montage und Zubehör
Der Kühlhausbau ist der älteste aktive Geschäftszweig des Unternehmens. Seit der Firmengründung beschäftigt sich die Firma mit der Isolierung von temperierten Räumen. Dabei werden heute Türen, Tore, Kantteile, Schienen- und Rammschutzprofile aus der eigenen Fertigung montiert und verkauft. Das Unternehmen montiert vom klassischen gekühlten Lagerraum über gekühlte Produktionsräume, temperierte Hochregallager bis hin zu CA-Lagern und Reinräumen für die Automotive und Pharmabranche jede Art von Gebäude oder Raumhülle, auf der ganzen Welt. Dabei bildet die Basis der Räume in fast allen Fällen das Sandwichpaneel. Mit Stand 2022 ist Brucha mit seinem über 200-köpfigen Montagepersonal eines der größten Kühlhausbauunternehmen Europas.

### Evolution Schlosszelle
Eine Schlosszelle ist ein Kühlraum dessen Einzelteile mittels eines Haken-Schloss-Systems ohne zusätzliche Befestigungen zusammengesetzt werden. Der Unterschied zu konventionellen Kühlzellen ist die wesentlich verkürzte Aufbauzeit und die einfachere Handhabung. Das Anwendungsgebiet erstreckt sich von der Gastronomie bis zum Einzelhandel. Im Bereich der Schnellbaukühlzellen besitzt Brucha sehr große Produktionskapazitäten und fertigt diese ausschließlich in Österreich.

### Auszeichnung und Zertifikate
Durch den weltweiten Export seiner Produkte, verfügt die Firma über eine Vielzahl an Zulassungen und Zertifikaten. Brucha ist ISO 9001:2015, ISO 14001:2015 sowie BES6001 zertifiziert. Die Sandwichpaneele sind UL-Classified, FM-Approved, „CE“ und „Cradle2cradle“ zertifiziert.
2009 wurde Brucha vom Landesfeuerwehrverband Niederösterreich mit der Auszeichnung als „Feuerwehrfreundliches Unternehmen“ bedacht.

## Mitgliedschaften
Brucha ist Mitglied bei ÖGNI, IFBS und PPA-europe.